# Wereldkampioenschap superbike van Misano 2014
Het wereldkampioenschap superbike van Misano 2014 was de zevende ronde van het wereldkampioenschap superbike en het wereldkampioenschap Supersport 2014. De races werden verreden op 22 juni 2014 op het Misano World Circuit Marco Simoncelli nabij Misano Adriatico, Italië.

## Superbike

### Race 1
De Bimota-coureurs werden niet opgenomen in de uitslag omdat hun motorfiets niet was gehomologeerd door de FIM.
| Pos | Nr  | Rijder               | Constructeur | Rondes | Tijd         | Grid | Punten |
| --- | --- | -------------------- | ------------ | ------ | ------------ | ---- | ------ |
| 1   | 1   | Tom Sykes            | Kawasaki     | 21     | 33:46.932    | 1    | 25     |
| 2   | 76  | Loris Baz            | Kawasaki     | 21     | +5.012       | 4    | 20     |
| 3   | 33  | Marco Melandri       | Aprilia      | 21     | +6.417       | 5    | 16     |
| 4   | 7   | Chaz Davies          | Ducati       | 21     | +7.783       | 7    | 13     |
| 5   | 50  | Sylvain Guintoli     | Aprilia      | 21     | +16.248      | 3    | 11     |
| 6   | 24  | Toni Elías           | Aprilia      | 21     | +17.399      | 6    | 10     |
| 7   | 65  | Jonathan Rea         | Honda        | 21     | +21.162      | 8    | 9      |
| 8   | 34  | Davide Giugliano     | Ducati       | 21     | +26.393      | 2    | 8      |
| 9   | 58  | Eugene Laverty       | Suzuki       | 21     | +26.842      | 9    | 7      |
| 10  | 91  | Leon Haslam          | Honda        | 21     | +40.600      | 12   | 6      |
| 11  | 44  | David Salom          | Kawasaki     | 21     | +42.064      | 13   | 5      |
| 12  | 59  | Niccolò Canepa       | Ducati       | 21     | +46.804      | 10   | 4      |
| 13  | 71  | Claudio Corti        | MV Agusta    | 21     | +48.909      | 16   | 3      |
| 14  | 112 | Ivan Goi             | Ducati       | 21     | +50.429      | 18   | 2      |
| 15  | 52  | Sylvain Barrier      | BMW          | 21     | +52.452      | 17   | 1      |
| 16  | 21  | Jérémy Guarnoni      | Kawasaki     | 21     | +1:02.476    | 22   |        |
| 17  | 48  | Riccardo Russo       | Kawasaki     | 21     | +1:11.815    | 23   |        |
| 18  | 67  | Bryan Staring        | Kawasaki     | 21     | +1:23.649    | 25   |        |
| 19  | 56  | Péter Sebestyén      | BMW          | 20     | +1 ronde     | 27   |        |
| DNF | 32  | Sheridan Morais      | Kawasaki     | 18     | Uitgevallen  | 19   |        |
| DNF | 22  | Alex Lowes           | Suzuki       | 12     | Ongeluk      | 11   |        |
| DNF | 20  | Aaron Yates          | EBR          | 10     | Uitgevallen  | 26   |        |
| DNF | 9   | Fabien Foret         | Kawasaki     | 9      | Uitgevallen  | 20   |        |
| DNF | 15  | Matteo Baiocco       | Ducati       | 7      | Uitgevallen  | 14   |        |
| DNF | 21  | Alessandro Andreozzi | Kawasaki     | 5      | Ongeluk      | 24   |        |
| DNF | 99  | Geoff May            | EBR          | 4      | Uitgevallen  | 28   |        |
| DNS | 10  | Imre Tóth            | BMW          | 0      | Niet gestart |      |        |
| DNS | 30  | Michaël Savary       | MV Agusta    | 0      | Niet gestart |      |        |
| DSQ | 86  | Ayrton Badovini      | Bimota       | 21     | +46.219      | 15   |        |
| DSQ | 2   | Christian Iddon      | Bimota       | 21     | +53.155      | 21   |        |

### Race 2
De Bimota-coureurs werden niet opgenomen in de uitslag omdat hun motorfiets niet was gehomologeerd door de FIM.
| Pos | Nr  | Rijder               | Constructeur | Rondes | Tijd           | Grid | Punten |
| --- | --- | -------------------- | ------------ | ------ | -------------- | ---- | ------ |
| 1   | 1   | Tom Sykes            | Kawasaki     | 21     | 33:55.695      | 1    | 25     |
| 2   | 76  | Loris Baz            | Kawasaki     | 21     | +3.083         | 4    | 20     |
| 3   | 33  | Marco Melandri       | Aprilia      | 21     | +3.413         | 5    | 16     |
| 4   | 50  | Sylvain Guintoli     | Aprilia      | 21     | +5.092         | 3    | 13     |
| 5   | 65  | Jonathan Rea         | Honda        | 21     | +18.975        | 8    | 11     |
| 6   | 24  | Toni Elías           | Aprilia      | 21     | +19.365        | 6    | 10     |
| 7   | 58  | Eugene Laverty       | Suzuki       | 21     | +20.177        | 9    | 9      |
| 8   | 22  | Alex Lowes           | Suzuki       | 21     | +20.439        | 11   | 8      |
| 9   | 34  | Davide Giugliano     | Ducati       | 21     | +33.820        | 2    | 7      |
| 10  | 44  | David Salom          | Kawasaki     | 21     | +42.156        | 13   | 6      |
| 11  | 52  | Sylvain Barrier      | BMW          | 21     | +43.581        | 17   | 5      |
| 12  | 91  | Leon Haslam          | Honda        | 21     | +51.993        | 12   | 4      |
| 13  | 112 | Ivan Goi             | Ducati       | 21     | +53.714        | 18   | 3      |
| 14  | 48  | Riccardo Russo       | Kawasaki     | 21     | +59.316        | 23   | 2      |
| 15  | 21  | Alessandro Andreozzi | Kawasaki     | 21     | +1:00.914      | 24   | 1      |
| 16  | 59  | Niccolò Canepa       | Ducati       | 21     | +1:01.839      | 10   |        |
| 17  | 71  | Claudio Corti        | MV Agusta    | 21     | +1:07.178      | 16   |        |
| 18  | 67  | Bryan Staring        | Kawasaki     | 21     | +1:13.510      | 25   |        |
| 19  | 56  | Péter Sebestyén      | BMW          | 21     | +1:31.715      | 27   |        |
| DNF | 21  | Jérémy Guarnoni      | Kawasaki     | 17     | Uitgevallen    | 22   |        |
| DNF | 99  | Geoff May            | EBR          | 16     | Uitgevallen    | 28   |        |
| DNF | 7   | Chaz Davies          | Ducati       | 15     | Schade ongeluk | 7    |        |
| DNF | 32  | Sheridan Morais      | Kawasaki     | 10     | Uitgevallen    | 19   |        |
| DNS | 15  | Matteo Baiocco       | Ducati       | 0      | Niet gestart   | 14   |        |
| DNS | 9   | Fabien Foret         | Kawasaki     | 0      | Niet gestart   | 20   |        |
| DNS | 20  | Aaron Yates          | EBR          | 0      | Niet gestart   | 26   |        |
| DNS | 10  | Imre Tóth            | BMW          | 0      | Niet gestart   |      |        |
| DNS | 30  | Michaël Savary       | MV Agusta    | 0      | Niet gestart   |      |        |
| DSQ | 86  | Ayrton Badovini      | Bimota       | 21     | +43.176        | 15   |        |
| DSQ | 2   | Christian Iddon      | Bimota       | 2      | Ongeluk        | 21   |        |

## Supersport
| Pos | Nr  | Rijder                | Constructeur | Rondes | Tijd           | Grid | Punten |
| --- | --- | --------------------- | ------------ | ------ | -------------- | ---- | ------ |
| 1   | 16  | Jules Cluzel          | MV Agusta    | 19     | 31:40.587      | 1    | 25     |
| 2   | 60  | Michael van der Mark  | Honda        | 19     | +1.537         | 2    | 20     |
| 3   | 99  | P.J. Jacobsen         | Kawasaki     | 19     | +3.400         | 8    | 16     |
| 4   | 54  | Kenan Sofuoğlu        | Kawasaki     | 19     | +5.638         | 4    | 13     |
| 5   | 5   | Roberto Tamburini     | Kawasaki     | 19     | +9.923         | 9    | 11     |
| 6   | 26  | Lorenzo Zanetti       | Honda        | 19     | +11.018        | 6    | 10     |
| 7   | 21  | Florian Marino        | Kawasaki     | 19     | +14.714        | 7    | 9      |
| 8   | 88  | Kev Coghlan           | Yamaha       | 19     | +17.365        | 12   | 8      |
| 9   | 14  | Ratthapark Wilairot   | Honda        | 19     | +21.337        | 5    | 7      |
| 10  | 44  | Roberto Rolfo         | Kawasaki     | 19     | +22.215        | 13   | 6      |
| 11  | 10  | Alessandro Nocco      | Kawasaki     | 19     | +22.407        | 14   | 5      |
| 12  | 4   | Jack Kennedy          | Honda        | 19     | +22.641        | 10   | 4      |
| 13  | 19  | Kevin Wahr            | Yamaha       | 19     | +28.443        | 16   | 3      |
| 14  | 155 | Massimo Roccoli       | MV Agusta    | 19     | +30.202        | 11   | 2      |
| 15  | 11  | Christian Gamarino    | Kawasaki     | 19     | +33.760        | 20   | 1      |
| 16  | 53  | Valentin Debise       | Honda        | 19     | +40.917        | 21   |        |
| 17  | 61  | Fabio Menghi          | Yamaha       | 19     | +40.926        | 19   |        |
| 18  | 9   | Tony Coveña           | Kawasaki     | 19     | +41.457        | 24   |        |
| 19  | 25  | Alex Baldolini        | MV Agusta    | 19     | +45.086        | 17   |        |
| 20  | 35  | Raffaele De Rosa      | Honda        | 19     | +50.237        | 3    |        |
| 21  | 87  | Luca Marconi          | Honda        | 19     | +53.122        | 23   |        |
| 22  | 28  | Ferruccio Lamborghini | Honda        | 19     | +53.129        | 18   |        |
| 23  | 7   | Nacho Calero          | Honda        | 19     | +1:22.010      | 25   |        |
| DNF | 24  | Marco Bussolotti      | Honda        | 11     | Uitgevallen    | 15   |        |
| DNF | 161 | Alexey Ivanov         | Yamaha       | 2      | Schade ongeluk | 22   |        |

## Tussenstanden na wedstrijd

### Superbike
| Pos | Nr | Rijder           | Team     | Punten |
| --- | -- | ---------------- | -------- | ------ |
| 1   | 1  | Tom Sykes        | Kawasaki | 251    |
| 2   | 50 | Sylvain Guintoli | Aprilia  | 212    |
| 3   | 76 | Loris Baz        | Kawasaki | 210    |
| 4   | 65 | Jonathan Rea     | Honda    | 199    |
| 5   | 33 | Marco Melandri   | Aprilia  | 179    |

### Supersport
| Pos | Nr | Rijder               | Team      | Punten |
| --- | -- | -------------------- | --------- | ------ |
| 1   | 60 | Michael van der Mark | Honda     | 135    |
| 2   | 16 | Jules Cluzel         | MV Agusta | 107    |
| 3   | 21 | Florian Marino       | Kawasaki  | 85     |
| 4   | 26 | Lorenzo Zanetti      | Honda     | 70     |
| 5   | 88 | Kev Coghlan          | Yamaha    | 68     |

1991 · 1993 · 1994 · 1995 · 1996 · 1997 · 1998 · 1999 · 2000 · 2001 · 2002 · 2003 · 2004 · 2005 · 2006 · 2007 · 2008 · 2009 · 2010 · 2011 · 2012 · 2014 · 2015 · 2016 · 2017 · 2018 · 2019 · 2021 · 2022 · 2023 · 2024 · 2025